# قلعه قلاع آرک
قلعه قلاع آرک مربوط به دوره سلجوقیان است و در شهرستان خوسف، روستای آرک واقع شده و این اثر در تاریخ ۲۳ شهریور ۱۳۸۲ با شمارهٔ ثبت ۱۰۱۹۱ به‌عنوان یکی از آثار ملی ایران به ثبت رسیده‌است.